# И Бог создал женщину (фильм, 1956)
«И Бог создал женщину» (фр. Et Dieu… créa la femme) — франко-итальянский драматический кинофильм 1956 года Роже Вадима с участием его супруги Брижит Бардо, который сделал её знаменитой.
Историки считают картину предвестником сексуальной революции 1960-х.

## Сюжет
В центре сюжета — взаимоотношения чувственной и красивой женщины с разными мужчинами — эгоистом, романтиком, циником.
Жюльетт, 17-летняя бывшая воспитанница сиротского приюта, живёт у своих опекунов в курортном городке Сен-Тропе и работает в газетной лавке. Она имеет репутацию дурно воспитанной, распутной девчонки — все дело в умопомрачительной внешности и ранней чувственности и гордости девушки. На неё давит мещанская атмосфера городка, в ней часто просыпается протест и она позволяет себе рискованные выходки. При этом, вопреки ходящим вокруг неё слухам, Жюльетт — девственница и дает отпор многочисленным кавалерам. Жюльетт мучается от плотских желаний, строгих норм поведения и сознания, что про неё болтают в городе.
Из всех мужчин Сен-Тропе Жюльетт по-настоящему нравится лишь Антуан Тардье (Кристиан Маркан), старший сын почтенного семейства. Антуану тоже нравится Жюльетт, но он амбициозен и не хочет связывать себя браком с девушкой непонятного происхождения из приюта, которую обсуждает весь город. Зато романтичный младший брат Антуана — Мишель (Жан-Луи Трентиньян) безответно и робко влюблен в Жюльетт и был бы счастлив, если бы она просто обратила на него внимание. Свои виды на юную героиню имеет и немолодой миллионер Эрик Карадин (Курд Юргенс), однако он не хочет брать на себя ответственность за Жюльетт: брак в его намерения не входят, а соблазнять несовершеннолетнюю девушку на глазах у всего города он почитает слишком большим риском.
Когда перед Жюльетт возникает реальная угроза возвращения в ненавистный приют, Эрику приходит в голову циничная мысль — организовать брак Жюльетт с наивным Мишелем (коль скоро Антуану общественное мнение дороже его чувств), а потом отбить юную жену и сделать её своей содержанкой. Мишель, не подозревая о своей роли будущего рогоносца, с радостью готов спасти Жюльетт от приюта. Жюльетт, испытывающая к Мишелю скорее дружеские чувства, но желающая сохранить свою свободу — соглашается. Антуан с иронией смотрит на своего наивного брата, также надеясь воспользоваться ситуацией...
...Но ещё не известно, кого из всех своих мужчин в итоге выберет непредсказуемая и чувственная героиня.

## В ролях
- Брижит Бардо — Жюльетт
- Курд Юргенс — Эрик Карадин
- Кристиан Маркан — Антуан Тардье
- Жан-Луи Трентиньян — Мишель Тардье
- Жорж Пужули —  Кристиан Тардье

## История создания
Производство фильма «И Бог создал женщину» согласился финансировать Рауль Леви,  который не только согласился поддержать Вадима в его начинании, но даже был готов позволить ему взять на себя обязанности режиссёра. Леви обратился к представителям «Коламбия Пикчерс», и там проявили некоторый интерес к фильму, но поставили условием привлечение к проекту какого-либо известного актёра, способного обеспечить кассовые сборы. Выбор пал на знаменитого немецкого актёра Курда Юргенса, что обеспечило фильму поддержку со стороны студии. На роль Мишеля был приглашён театральный актёр Жан-Луи Трентиньян. Брижит Бардо, увидев Трентиньяна, возмутилась: «Это обалдуй какой-то! Я никогда не сумею сыграть, что влюблена в такого типа. Могли бы подобрать другого». Однако во время последующих съёмок она влюбилась в Трентиньяна, что в конечном итоге повлекло её развод с Вадимом.
Съемки картины проходили в мае-июне 1956 года в Сен -Тропе и павильонах студии «Викторин» в Ницце, и к 5 июля фильм был полностью отснят, отредактирован, смонтирован и озвучен.
Брижит Бардо утверждала: «Лучших съёмок у меня не было. Я не играла — жила! Вадим, изучив меня, никогда не переснимал одну и ту же сцену более двух раз — знал, что с каждым дублем уходит моя естественность…».

## Реакция и критика
Премьера фильма во Франции состоялась 28 ноября 1956 года, и первоначальная критика была очень сурова к фильму и Бардо. В 1957 году фильм вышел на экраны Нью-Йорка и произвёл сенсацию. Против показа картины выступали Лига благопристойности, Армия спасения, школьные власти, а Общество добродетельных католиков пикетировало картину в каждом городе, где её собирались показывать.
В США начались судебные процессы над местными прокатчиками. В 1958 году в Филадельфии городская комиссия по цензуре провела предварительный показ фильма за три недели до официальной премьеры в городе. После просмотра владельцы кинотеатров получили отказ в демонстрации картины от ассистента окружного прокурора, который написал, что закон штата запрещает показ любого фильма «пошлого, богохульного, вульгарного, неприличного или аморального характера», а в кинокартине «И Бог создал женщину» присутствуют четыре из этих пяти составляющих. Тем не менее удалось добиться разрешения на демонстрацию в таких штатах, как Нью-Йорк, Мэриленд и Виргиния. Несмотря на протесты, фильм шёл во многих городах Калифорнии, Иллинойса, Кентукки, Миссури, Огайо, Орегона, Пенсильвании, Техаса и Вашингтона.
Некоторые кинотеатры, которые планировали показ картины всего на пару недель, все ещё демонстрировали её год спустя.   Журнал «Лук», имея в виду фильм «Бунтарь без причины», назвал актрису «женской ипостасью Джеймса Дина», а другой американский критик описал Бардо как «символ одиночества» и неуверенности в себе современной молодежи». «Нью-Йорк Таймс» утверждала: «Брижит покорила Нью-Йорк всего за три недели. Теперь Мэрилин может снова позировать для календарей».
Огромная популярность фильма в США способствовала его повторному выпуску во Франции и Европе.
Критика отмечала, что «роль Жюльетты вскрыла в Брижит нечто ей самой неведомое — её темперамент, её силу и слабость, нежность и одержимость, непокорность и неудовлетворённость». Роже Вадим вспоминал:  «искренние комплименты со стороны таких людей, как Превер, Виан и Кокто, доставили мне большое удовольствие. Кокто назвал Брижит «самым женственным из всех известных гермафродитов». В газетах писали, перефразируя название фильма: «И Вадим создал Бардо…». Жан-Луи Трентиньян позже говорил: «Подумать только — я стал знаменит благодаря роли, в которой был откровенно плох!»
Франсуа Трюффо и его единомышленники, которые первоначально  настороженно отнеслись к картине из-за шумной рекламной кампании отмечая, что фильм «на самом деле оказался тонким и умным произведением», писал: «В фильме нет никакой пошлости, вкус его создателей безупречен. Операторская работа Тирара превосходна, равно как и декорации Жана Андре».
Когда в небольшом городе штата Нью-Йорк запланировали картину к показу, местный священник, с целью  недопущения просмотра фильма, попытался скупить все билеты, но владелец кинотеатра не позволил ему скупить целиком весь зал, на что тот объявил это заведение запретной территорией, пригрозив отлучением любому члену паствы, осмелившемуся прийти туда.